# Siphonohydra adriatica
Siphonohydra adriatica is een hydroïdpoliep uit de familie Corymorphidae. De poliep komt uit het geslacht Siphonohydra. Siphonohydra adriatica werd in 1966 voor het eerst wetenschappelijk beschreven door Salvini-Plawen. 